# 久々利
久々利（くくり）とは、岐阜県可児市にある地名。郵便番号は509-0224、509-0234。

## 世帯数と人口
2018年（平成30年）12月1日現在の世帯数と人口は以下の通りである。
| 大字   | 世帯数  | 人口    |
| ------ | ------- | ------- |
| 久々利 | 651世帯 | 1,655人 |

## 交通
- 岐阜県道83号多治見白川線
- 岐阜県道84号土岐可児線
- 岐阜県道381号多治見八百津線

## 主要施設
- 可児郷土歴史館
- 荒川豊蔵資料館
- 可児警察署久々利警察官駐在所
- 久々利郵便局
- 春秋園

## 名所
- 久々利城址
- 千村陣屋（可児郷土歴史館）
- 小渕ダム - 小さな公園のようになっている。近くに奥磯林道と言う林道があり、地元住民の散歩道や愛鳥家が鳥の観察などをする際に利用される。
- 東海自然歩道

## 教育機関
- 久々利保育園
- 可児市立東明小学校

## 歴史
土岐氏支流の久々利氏の久々利城があった。江戸時代は尾張藩家臣の千村平右衛門の千村陣屋と、木曾衆の久々利九人衆の屋敷があった。
明治期になると可児郡に久々利村が成立したが、1955年に可児町（現・可児市）に合併された。